# Valprato Soana
Valprato Soana – miejscowość i gmina we Włoszech, w regionie Piemont, w prowincji Turyn.
Według danych na rok 2004 gminę zamieszkiwało 127 osób, 1,8 os./km².